# Miragoâne (arrondissement)
Miragoâne (Haïtiaans-Creools: Miragwàn) is een arrondissement van het Haïtiaanse departement Nippes, met 142.000 inwoners. De postcodes van dit arrondissement beginnen met het getal 74.
Het arrondissement Miragoâne bestaat uit de volgende gemeenten:
- Miragoâne (hoofdplaats van het arrondissement)
- Fonds-des-Nègres
- Paillant
- Petite-Rivière-de-Nippes